# Eupithecia nigrescens
Eupithecia nigrescens là một loài bướm đêm trong họ Geometridae.